# Vợ chồng A Phủ
Vợ chồng A Phủ là bộ phim điện ảnh thể loại chiến tranh của Việt Nam được phát hành năm 1972, dựa theo tiểu thuyết cùng tên của nhà văn Tô Hoài. Bộ phim được Tô Hoài soạn kịch bản và đạo diễn bởi Mai Lộc, Hoàng Thái với các diễn viên: Trần Phương, Đức Hoàn, Hòa Tâm.
Vợ chồng A Phủ được xem là một trong những tác phẩm điện ảnh kinh điển của Điện ảnh Cách mạng Việt Nam, được xếp vào 4 bốn phim hay nhất thời điểm bấy giờ cùng với: Con chim vành khuyên, Chị Tư Hậu, Hai người lính.

## Nội dung
Phim kể về Mỵ, một cô gái dân tộc H'Mông bị A Sử – con trai của thống lý Pá Tra – bắt về làm vợ vì bố cô nợ gia đình họ. Tại nhà Thống lý, Mỵ bị đối xử như một nô lệ, phải làm việc nặng, bị đánh đập. A Phủ là một thanh niên H'Mông trong bản, vì căm ghét sự độc ác của nhà Thống lý nên anh đã đánh A Sử rồi bị bắt. A Phủ bị trói vào góc nhà và được Mỵ chăm nom, khi chứng kiến A Phủ bị đánh đập, Mỵ đã quyết định cởi trói và họ cùng nhau bỏ trốn khỏi nhà Thống lý. Hai người sau đó tham gia cách mạng, đánh đuổi quân đội Pháp ở địa phương và trừng phạt gia đình Thống lý.

## Diễn viên
- Trần Phương vai A Phủ
- Đức Hoàn vai Mỵ
- Hòa Tâm vai A Sử
- Tuyết Trinh vai vợ cả A Sử
- Trịnh Thịnh vai A Sinh
- Nhà văn Kim Lân vai Thống lý Pá Tra

## Thay đổi

### Chuyển thể
Nhà văn Tô Hoài đã giữ cho mối quan hệ của ba nhân vật chính A Sử – Mỵ – A Phủ đi suốt truyện phim, khác với tiểu thuyết khi cả phần hai chỉ còn lại Mỵ và A Phủ tham gia đấu tranh chống đế quốc mà không còn gắn bó với nhân vật A Sử.

### Văn hóa
Trên cảnh hội Tết của người H'Mông được thể hiện, qua đó các cặp nam nữ cùng gần gũi, đi lại, nắm tay giữa không gian lễ hội điều này là không đúng thực tế văn hóa thực của người H'Mông.

## Sản xuất
Năm 1959, nhà văn Tô Hoài hoàn tất kịch bản và được Thứ trưởng Bộ Tuyên truyền là nhà văn Tố Hữu duyệt, đạo diễn Mai Lộc tuyển chọn ê-kíp và cùng họa sĩ Ngọc Linh lên Tây Bắc thực tế. Tháng 1 năm 1960 đạo diễn Mai Lộc đưa các diễn viên lên trải nghiệm cuộc sống của người đồng bào Tây Bắc. Bộ phim do Xưởng phim Việt Nam sản xuất.
A Phủ là vai diễn đầu tiên trong cuộc đời của đạo diễn Trần Phương. Để vào vai thành công, ông đã phải học cách chăn bò, cưỡi ngựa của người Tà Xùa. Ba tháng ròng rã sống chung cùng gia đình anh hùng quân đội Sùng Phai Sình. Nghệ sĩ Đức Hoàn được biết tới với vai trò diễn viên, đạo diễn, biên kịch của nhiều bộ phim. Năm 1961, bà được đạo diễn Mai Lộc chọn vào vai cô Mỵ, đây là vai diễn đầu tiên cũng là vai diễn xuất sắc nhất của Đức Hoàn. Với vai diễn này bà đã nhận được Bông sen Bạc tại Liên hoan phim Việt Nam lần thứ hai năm 1973.
Các diễn viên đã cùng thực hiện các sinh hoạt hằng ngày của người đồng bào và học nói tiếng H'Mông trong quá trình thực hiện bộ phim. Họa sĩ Ngọc Linh đã mất hai năm để thế kế không gian, trang phục, đạo cụ cho bộ phim. Trong đó ông đã nghiên cữu văn hóa đồng bào vùng Tây Bắc trong nửa tháng. Ngoại cảnh Tây Bắc được dựng tại mỏm 400 ở Ba Vì, Sơn Tây, còn nội cảnh được dựng toàn bộ trong khuôn viên xưởng phim truyện tại số 4, Thụy Khê. Ca khúc chỉ đề của phim "Bài ca trên núi" sáng tác bởi nhạc sĩ Nguyễn Văn Thương, được nghệ sĩ Kiều Hưng thể hiện.

## Giải thưởng
| Năm  | Lễ trao giải                      | Hạng mục                    | Đối tượng | Kết quả      | Nguồn |
| ---- | --------------------------------- | --------------------------- | --------- | ------------ | ----- |
| 1973 | Liên hoan phim Việt Nam lần thứ 2 | Phim truyện điện ảnh        |           | Bông sen bạc | [ 2 ] |
| 1973 | Liên hoan phim Việt Nam lần thứ 2 | Nữ diễn viên chính xuất sắc | Đức Hoàn  | Đoạt giải    | [ 6 ] |

## Trong văn hóa đại chúng
Sức hấp dẫn và phổ biến lớn từ truyện ngắn và bộ phim này đã tạo ra sức ảnh hưởng đến văn hóa đại chúng của Việt Nam. Một số hình ảnh trong phim được người dùng mạng xã hội tại Việt Nam sử dụng như những meme trong một thời gian.
Từ năm 2019, nhóm 1977 Vlog đã khai thác nội dung và nhân vật của tiểu và phong cách của bộ phim để tạo ra các bản parody gây thích thú cho khán giả. Ngoài Vợ chồng A Phủ, nhóm còn khai thác một số tác phẩm văn học và điện ảnh kinh điển khác của Việt Nam. Bài hát "Để Mị nói cho mà nghe" (2019) của Hoàng Thùy Linh được lấy cảm hứng từ Vợ chồng A Phủ cùng một vài tác phẩm văn học Việt Nam nổi tiếng khác.